# Coupe d'Europe des vainqueurs de coupe de football 1971-1972
Navigation
Coupe des coupes 1970-1971 Coupe des coupes 1972-1973
La Coupe d'Europe des vainqueurs de coupe 1971-1972 voit le sacre du club des Glasgow Rangers qui bat le FK Dynamo Moscou en finale au Camp Nou à Barcelone.
Après deux défaites en finale, les Rangers remportent là leur premier trophée continental. La victoire des Écossais sera ternie par l'invasion du terrain par ses supporters ainsi que par les dégâts qu'ils causèrent dans la ville de Barcelone accueillant le match. Il en résultera la suspension du club de toute compétition continentale pendant un an, l'empêchant ainsi de défendre son titre. C'est l'attaquant de Chelsea FC, Peter Osgood, avec 8 réalisations, qui termine meilleur buteur de l'épreuve.
Les huitièmes de finale sont marqués par un fait insolite lors du match retour entre le Sporting Portugal et les Glasgow Rangers. Malgré leur défaite 4-3 après prolongation (le score était de 3-2 à la fin du temps règlementaire), les Écossais devaient être qualifiés pour les quarts de finale grâce à la règle des buts à l'extérieur (à la suite de leur victoire 3-2 à l'aller). Cependant, l'arbitre ordonna une séance de tirs au but, remportée par les Portugais. Après un appel auprès de l'UEFA, les Rangers obtinrent gain de cause et la qualification pour le tour suivant.
Le premier tour est marqué par le résultat hors norme du duel entre Chelsea et le représentant luxembourgeois, la Jeunesse Hautcharage (qui joue en Division d'Honneur, la deuxième division du pays) : 8-0 au Luxembourg et 13-0 à Stamford Bridge, soit un résultat cumulé record de 21 à 0.

## Tour préliminaire
| Équipe 1      | Résultat | Équipe 2       | Aller  | Retour |
| ------------- | -------- | -------------- | ------ | ------ |
| B 1909 Odense | 4 - 4    | Austria Vienne | 4 - 2e | 0 - 2  |
| Hibernians FC | 3 - 2    | Fram Reykjavik | 3 - 0  | 0 - 2  |

1. ↑  Match disputé à Malte

## Seizièmes de finale
| Équipe 1             | Résultat | Équipe 2                 | Aller | Retour            |
| -------------------- | -------- | ------------------------ | ----- | ----------------- |
| Distillery FC        | 1 - 7    | FC Barcelone             | 1 - 3 | 0 - 4             |
| Sporting Portugal    | 7 - 0    | FK Lyn Oslo              | 4 - 0 | 3 - 0             |
| Hibernians FC        | 0 - 1    | FC Steaua Bucarest       | 0 - 0 | 0 - 1             |
| Dynamo Berlin        | 2 - 2    | Cardiff City             | 1 - 1 | 1 - 1 ap tab(5-4) |
| Servette de Genève   | 2 - 3    | Liverpool FC             | 2 - 1 | 0 - 2             |
| K Beerschot VAV      | 8 - 0    | Anorthosis Famagouste    | 7 - 0 | 1 - 0             |
| TJ Skoda Plzen       | 1 - 7    | Bayern Munich            | 0 - 1 | 1 - 6             |
| Limerick FC          | 0 - 5    | Torino Calcio            | 0 - 1 | 0 - 4             |
| FK Dinamo Tirana     | 1 - 2    | Austria Vienne           | 1 - 1 | 0 - 1             |
| Stade rennais        | 1 - 2    | Glasgow Rangers          | 1 - 1 | 0 - 1             |
| Zagłębie Sosnowiec   | 4 - 5    | Åtvidabergs FF           | 3 - 4 | 1 - 1             |
| Jeunesse Hautcharage | 0 - 21   | Chelsea FC               | 0 - 8 | 0 - 13            |
| Levski-Spartak Sofia | 1 - 3    | Sparta Rotterdam         | 1 - 1 | 0 - 2             |
| Komlói Bányász       | 4 - 8    | Étoile rouge de Belgrade | 2 - 7 | 2 - 1             |
| MP Mikkeli           | 0 - 4    | Eskisehirspor            | 0 - 0 | 0 - 4             |
| Olympiakos Le Pirée  | 2 - 3    | Dynamo Moscou            | 0 - 2 | 2 - 1             |

1. ↑  Match disputé à Anvers
2. ↑  Match disputé à Luxembourg

## Huitièmes de finale
| Équipe 1         | Résultat | Équipe 2                 | Aller | Retour    |
| ---------------- | -------- | ------------------------ | ----- | --------- |
| FC Barcelone     | 1 - 3    | FC Steaua Bucarest       | 0 - 1 | 1 - 2     |
| Torino Calcio    | 1 - 0    | Austria Vienne           | 1 - 0 | 0 - 0     |
| Liverpool FC     | 1 - 3    | Bayern Munich            | 0 - 0 | 1 - 3     |
| Glasgow Rangers  | 6 - 6    | Sporting Portugal        | 3 - 2 | e3 - 4 ap |
| K Beerschot VAV  | 2 - 6    | Dynamo Berlin            | 1 - 3 | 1 - 3     |
| Åtvidabergs FF   | 1 - 1    | Chelsea FC               | 0 - 0 | e1 - 1    |
| Sparta Rotterdam | 2 - 3    | Étoile rouge de Belgrade | 1 - 1 | 1 - 2     |
| Eskisehirspor    | 0 - 2    | Dynamo Moscou            | 0 - 1 | 0 - 1     |

## Quarts de finale
| Équipe 1                 | Résultat | Équipe 2        | Aller | Retour |
| ------------------------ | -------- | --------------- | ----- | ------ |
| FC Steaua Bucarest       | 1 - 1    | Bayern Munich   | 1 -1e | 0 - 0  |
| Torino Calcio            | 1 - 2    | Glasgow Rangers | 1 - 1 | 0 - 1  |
| Åtvidabergs FF           | 2 - 4    | Dynamo Berlin   | 0 - 2 | 2 - 2  |
| Étoile rouge de Belgrade | 2 - 3    | Dynamo Moscou   | 1 - 2 | 1 - 1  |

1. ↑  Match disputé à Stockholm
2. ↑  Match disputé à Tachkent

## Demi-finales
| Équipe 1      | Résultat | Équipe 2        | Aller | Retour            |
| ------------- | -------- | --------------- | ----- | ----------------- |
| Bayern Munich | 1 - 3    | Glasgow Rangers | 1 - 1 | 0 - 2             |
| Dynamo Berlin | 2 - 2    | Dynamo Moscou   | 1 - 1 | 1 - 1 ap (1-4)tab |

1. ↑  Match disputé à Lviv

## Finale
| Équipe 1        | Résultat | Équipe 2      |
| --------------- | -------- | ------------- |
| Glasgow Rangers | 3 - 2    | Dynamo Moscou |